# Guatteria notabilis
Guatteria notabilis är en kirimojaväxtart som beskrevs av Mello-silva och Pirani. Guatteria notabilis ingår i släktet Guatteria och familjen kirimojaväxter. Inga underarter finns listade i Catalogue of Life.